# Růžená
Růžená (německy Rosenau) je obec v okrese Jihlava v Kraji Vysočina. Žije zde 333 obyvatel.
Nedaleko městečka je dětský tábor, obklopený lesy a loukami. Zhruba dva kilometry směrem na jih od Růžené se nachází hrad Roštejn a přírodní rezervace Roštýnská obora.

## Název
Název se vyvíjel od varianty Ružiena (1678), Ružina (1718), Ruschena (1720), Ruzienau (1751), Ruschenau a Ružena (1846), Ruženau a Růžená (1872) až k podobě Růžená v letech 1881 a 1924. Místní jméno je odvozeno od slova róžěná a znamenalo růžová ves. Odkazuje na vztah k nedalekému hradu Roštejn.

## Historie
První písemná zmínka o obci pochází z roku 1483. V tomto roce byl jmenován na růženskou faru administrátorem kněz Jakub.
Sbor dobrovolných hasičů vznikl v roce 1900, zasloužil se o něj především tehdejší starosta obce František Hybášek. V té době sbor čítal 37 členů. Ihned po založení sboru členové přistoupili ke stavbě hasičského skladiště, od obce darem obdrželi čtyřkolovou koňskou stříkačku a 30 pracovních stejnokrojů. Prvním starostou hasičů se stal Jan Janák. V roce 2013 měl zdejší sbor hasičů 29 členů.

## Přírodní poměry
Nachází se 5,5 kilometru jihozápadně od Třeště, čtyři kilometry západně od Hodic, 3,5 kilometru severozápadně od Třeštic, 4,5 kilometru severně od obce Doupě a 2,5 kilometru jihovýchodně od Lovětína. Geomorfologicky je oblast součástí Česko-moravské subprovincie, konkrétně Křižanovské vrchoviny a jejího podcelku Brtnická vrchovina, v jejíž rámci spadá pod geomorfologický okrsek Třešťská pahorkatina. Průměrná nadmořská výška činí 604 metrů. Nejvyšší bod, Zlatý kopeček (638 m), leží západně od obce. Růženou protéká Čenkovský potok, na němž se jižně od obce rozkládá Růženský rybník a na severním okraji obce Obecní rybník. Západně od obce vede Valchovský potok, na němž se nacházejí rybníky Duníčkův, Novotnův a Farský. Na okraji údolí pod skalním vrškem přibližně 600 m severozápadně od kostela roste památný 21metrový javor klen, jehož stáří bylo roku 2009 odhadováno na 110 let.

## Obyvatelstvo
Podle sčítání 1930 zde žilo v 75 domech 384 obyvatel. 383 obyvatel se hlásilo k československé národnosti. Žilo zde 382 římských katolíků a 2 evangelíci.
| Rok            | 1869 | 1880 | 1890 | 1900 | 1910 | 1921 | 1930 | 1950 | 1961 | 1970 | 1980 | 1991 | 2001 | 2011 | 2021 |
| -------------- | ---- | ---- | ---- | ---- | ---- | ---- | ---- | ---- | ---- | ---- | ---- | ---- | ---- | ---- | ---- |
| Počet obyvatel | 332  | 333  | 332  | 339  | 386  | 350  | 384  | 329  | 316  | 315  | 304  | 306  | 293  | 334  | 331  |
| Počet domů     | 48   | 48   | 48   | 48   | 54   | 59   | 75   | 77   | 72   | 67   | 62   | 70   | 81   | 95   | 101  |

## Obecní správa a politika
Od 1. ledna 1986 do 27. února 1990 byla místní částí města Třešť, od 28. února 1990 je opět samostatnou obcí.

### Zastupitelstvo a starosta, členství ve sdruženích
Obec má sedmičlenné zastupitelstvo, v jehož čele stál v letech 2010-2014 František Trojan. V řádných komunálních volbách 2014 nikdo nekandidoval, proto obec dočasně řídil správce obce Petr Klíma. V opakovaných volbách kandidoval a byl zvolen Martin Konečný, který byl po odvolání zastupitelstvem nahrazen Martinem Širokým.
| Období       | Voliči | Účast v % | Mandáty | Výsledky                         | Starosta         |
| ------------ | ------ | --------- | ------- | -------------------------------- | ---------------- |
| 2002–2006    | 241    | 58,09     | 7       | 7 Sdružení nezávislých kandidátů | František Trojan |
| 2006–2010    | 233    | 52,36     | 7       | 7 Sdružení nezávislých kandidátů | František Trojan |
| 2010–2014    | 248    | 66,94     | 7       | 7 Sdružení nezávislých kandidátů | František Trojan |
| 2014–2018    |        |           |         | 7 Sdružení nezávislých kandidátů | Martin Konečný   |
| 2018–2022    |        |           |         | 7 Sdružení nezávislých kandidátů | Martin Široký    |
| 2022–doposud |        |           |         | 7 Sdružení nezávislých kandidátů | Martin Široký    |

Růžená je členem mikroregionů Telčsko a Třešťsko a místní akční skupiny Mikroregionu Telčsko.

### Obecní symboly
Znak a vlajka byly obci uděleny rozhodnutím předsedy Poslanecké sněmovny Parlamentu České republiky dne 9. dubna 2002. Znak: V modrém štítě zelený věnec s pěti (1,2,2) zlatými růžemi s červenými semeníky. Vlajka: List tvoří tři svislé pruhy, žlutý, modrý a žlutý, v poměru 1:4:1. V modrém pruhu věnec z pěti žlutých růží (1,2,2) s červenými semeníky a zelenými listy. Poměr šířky k délce listu je 2:3.

## Hospodářství a doprava
V obci sídlí firma HUNSGAS s.r.o. a obchod společnosti LAPEK, a.s. Dále pak zámečnictví DEZA, truhlář a zedník. Zemědělství se věnuje Zemědělské družstvo Roštýn. Obcí prochází silnice III. třídy č. 4065 do Čenkova. Dopravní obslužnost zajišťuje dopravce ICOM transport. Autobusy jezdí do Třeště. Obcí prochází cyklistická trasa Greenway ŘV z Lovětína na hrad Roštejn, č. 16 z Čenkova k Roštejnu a č. 5092 z Lovětína do Hodic a žlutě značená turistická trasa.

## Školství, kultura a sport
Základní škola a Mateřská škola Růžená je příspěvková organizace. Mateřská škola byla otevřena 2. května 1978, na počátku 21. století ji navštěvuje okolo 20 dětí. Škola byla založena v roce 1788. Od roku 1975 místní žáci navštěvují druhý stupeň v Třešti či Batelově. Na počátku 21. století do zdejší školy (1.–5. ročník) dochází okolo osmi žáků.
Místní knihovna spadá pod Městskou knihovnu Jihlava. Sbor dobrovolných hasičů byl založen v roce 1900, v roce 2013 měl 23 členů. V obci působí Tělovýchovná jednota Růžená, jejíž fotbalový tým v roce 2014/2015 hraje IV. třídu skupinu B v okrese Jihlava.

## Pamětihodnosti
- Kostel svaté Maří Magdalény
- Boží muka
- Trojanův kříž u lesa při cestě do Třeštice

## Galerie

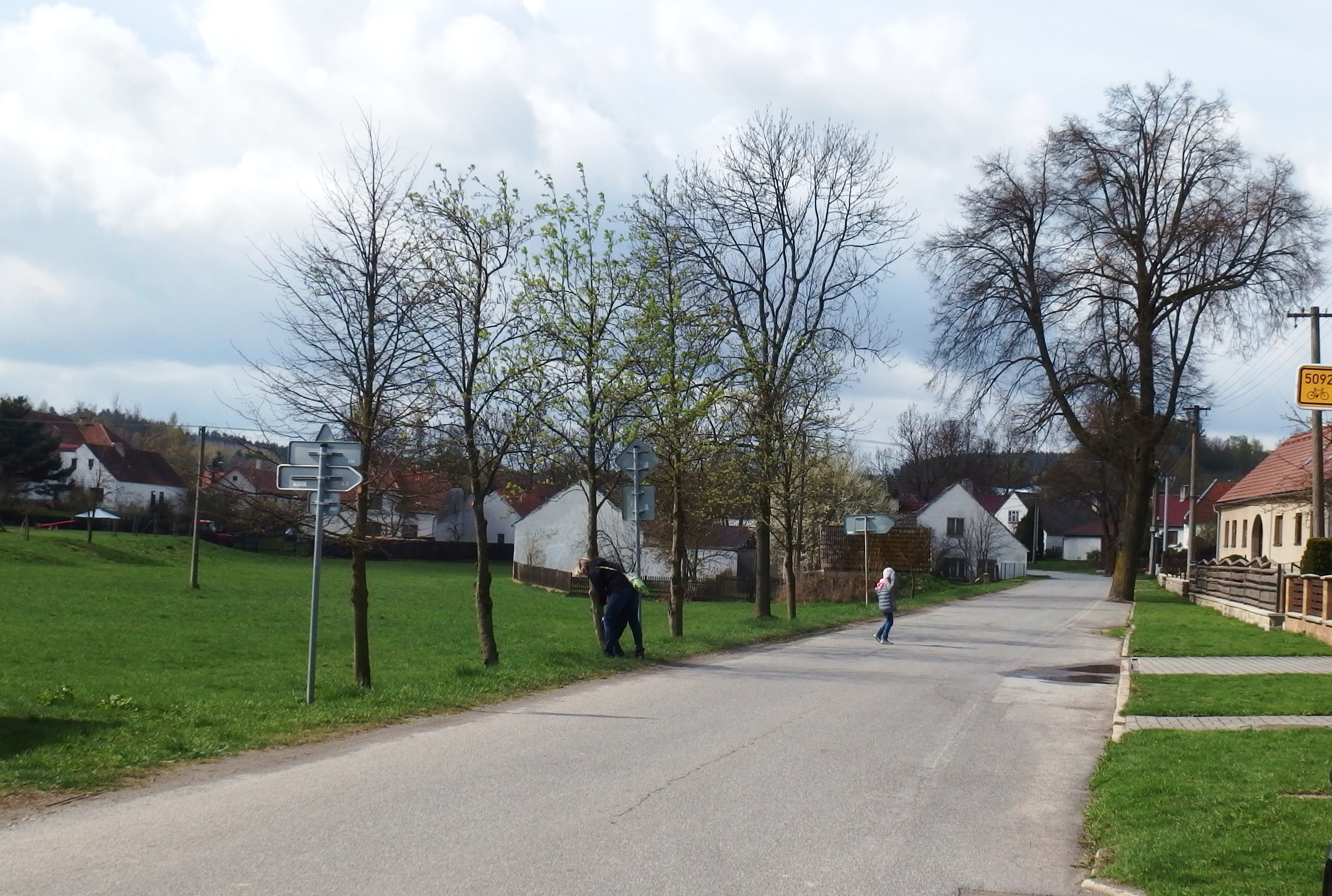
Hlavní ulice
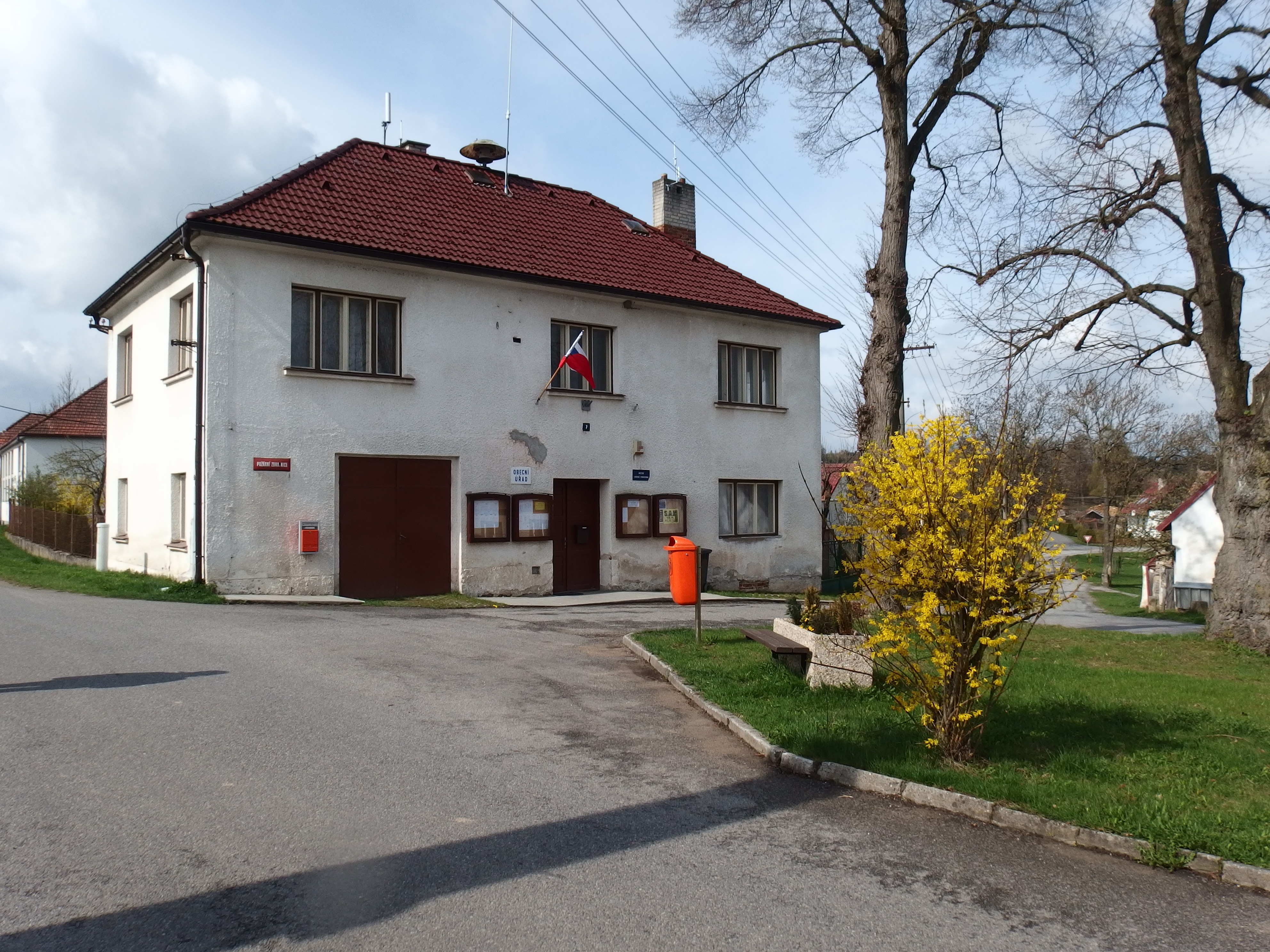
Obecní úřad
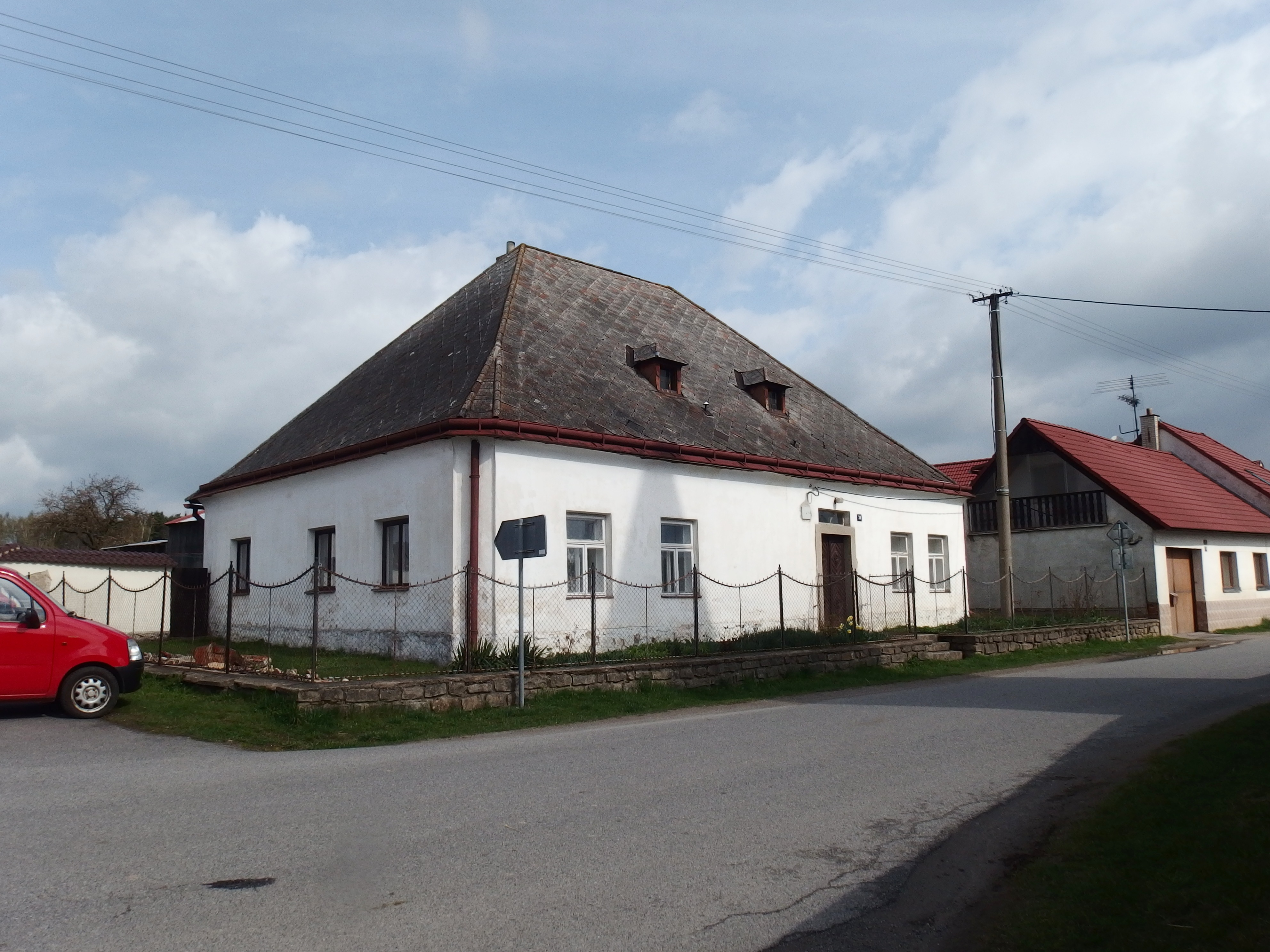
Fara
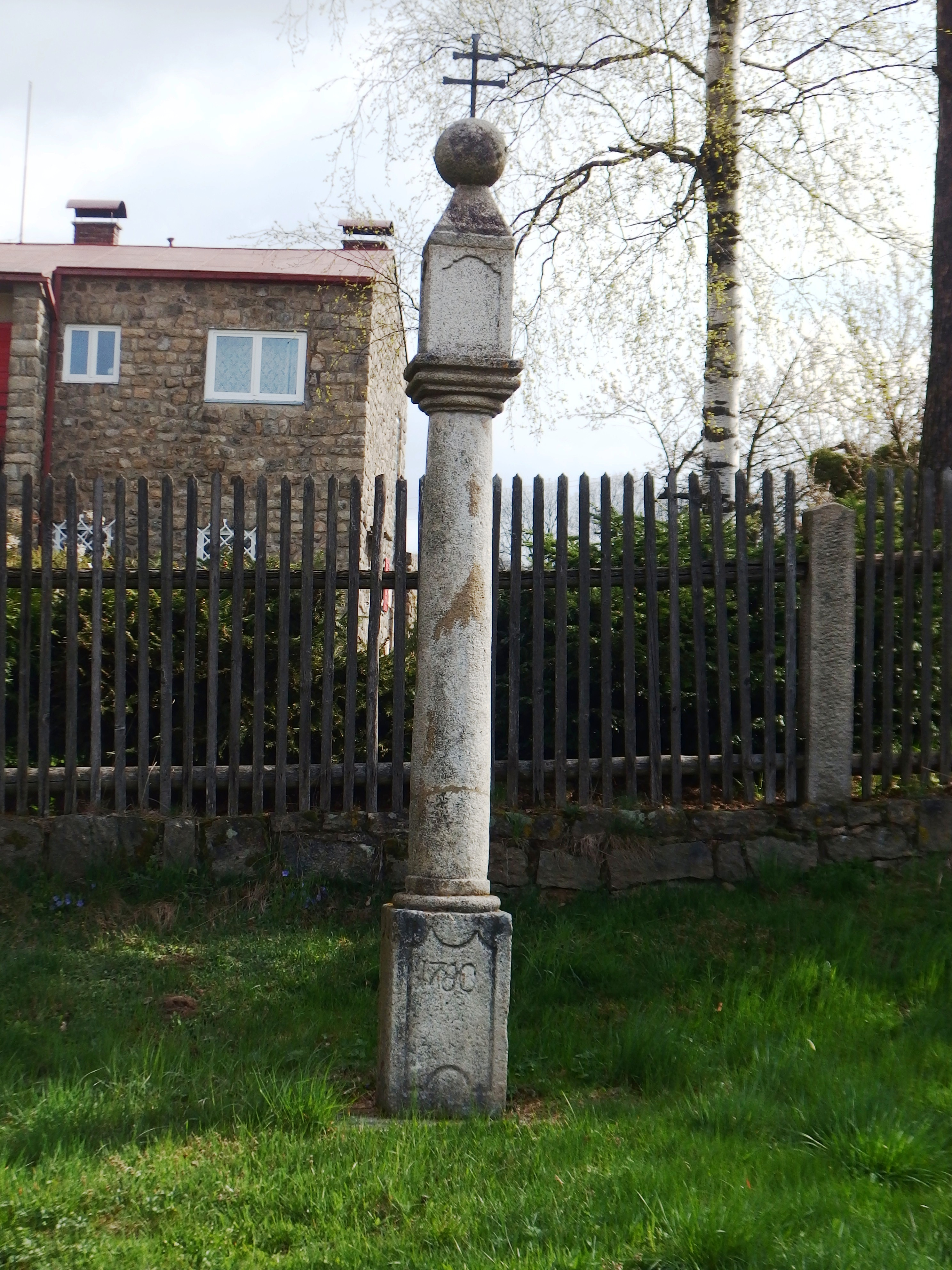
Boží muka

## Zajímavosti
- Na cestě do Třeštice se natáčela část filmu Bathory.